# NYC Ferry

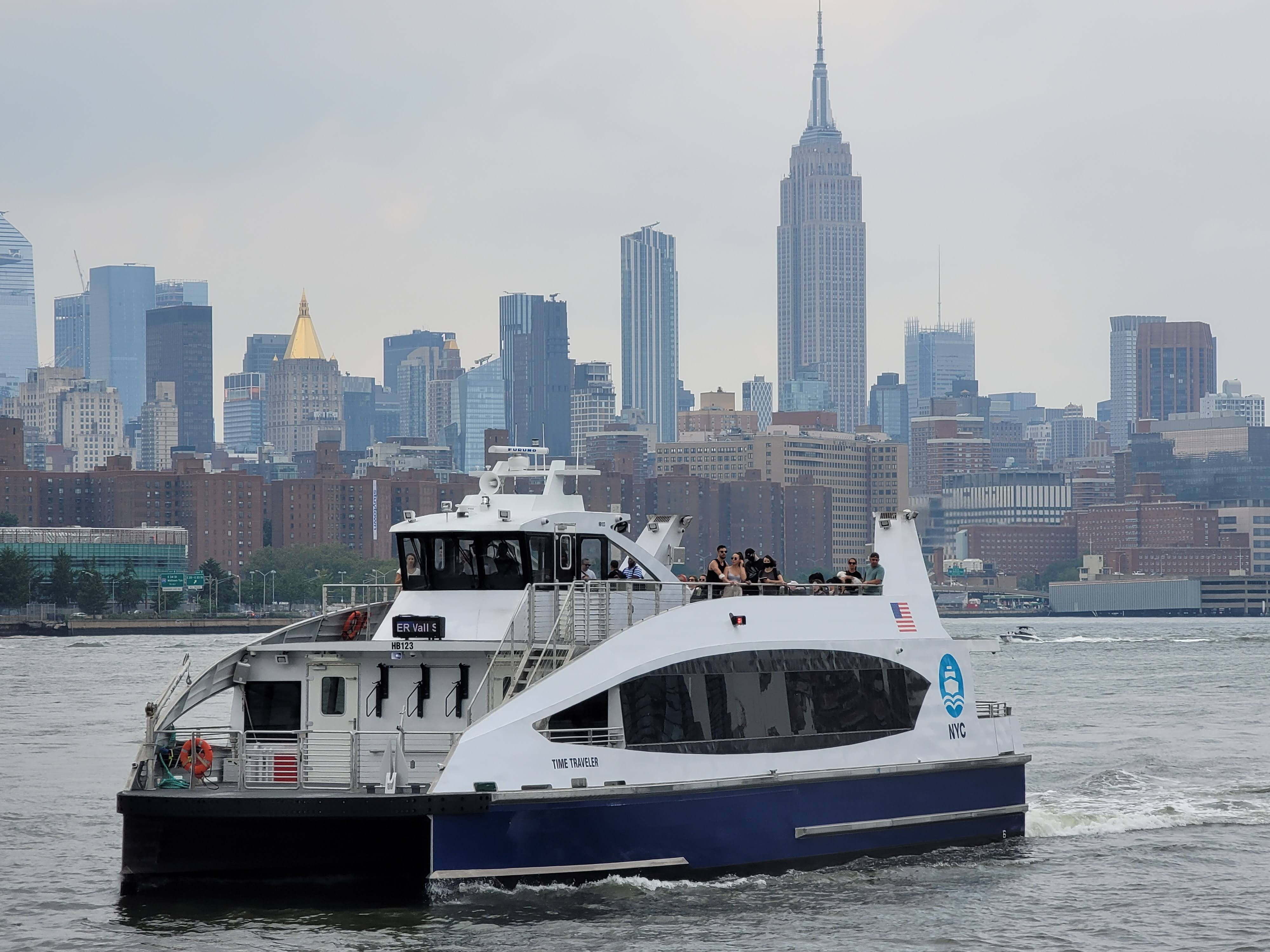

NYC Ferry — это публичная сеть городских паромных маршрутов в Нью-Йорке, управляемая компанией Hornblower Cruises.
По состоянию на август 2023 года существует шесть маршрутов, а также один сезонный. Маршрутная сеть соединяет 25 паромных причалов во всех пяти районах боро Нью-Йорка. Среди компаний, специализирующихся по внутригородским паромным перевоздам, NYC Ferry имеет крупнейший пассажирский флот в Соединённых Штатах с общим количеством 38 катеров. Это позволяет им работать с интервалами от 20 до 90 минут на каждом из маршрутов в зависимости от сезона.

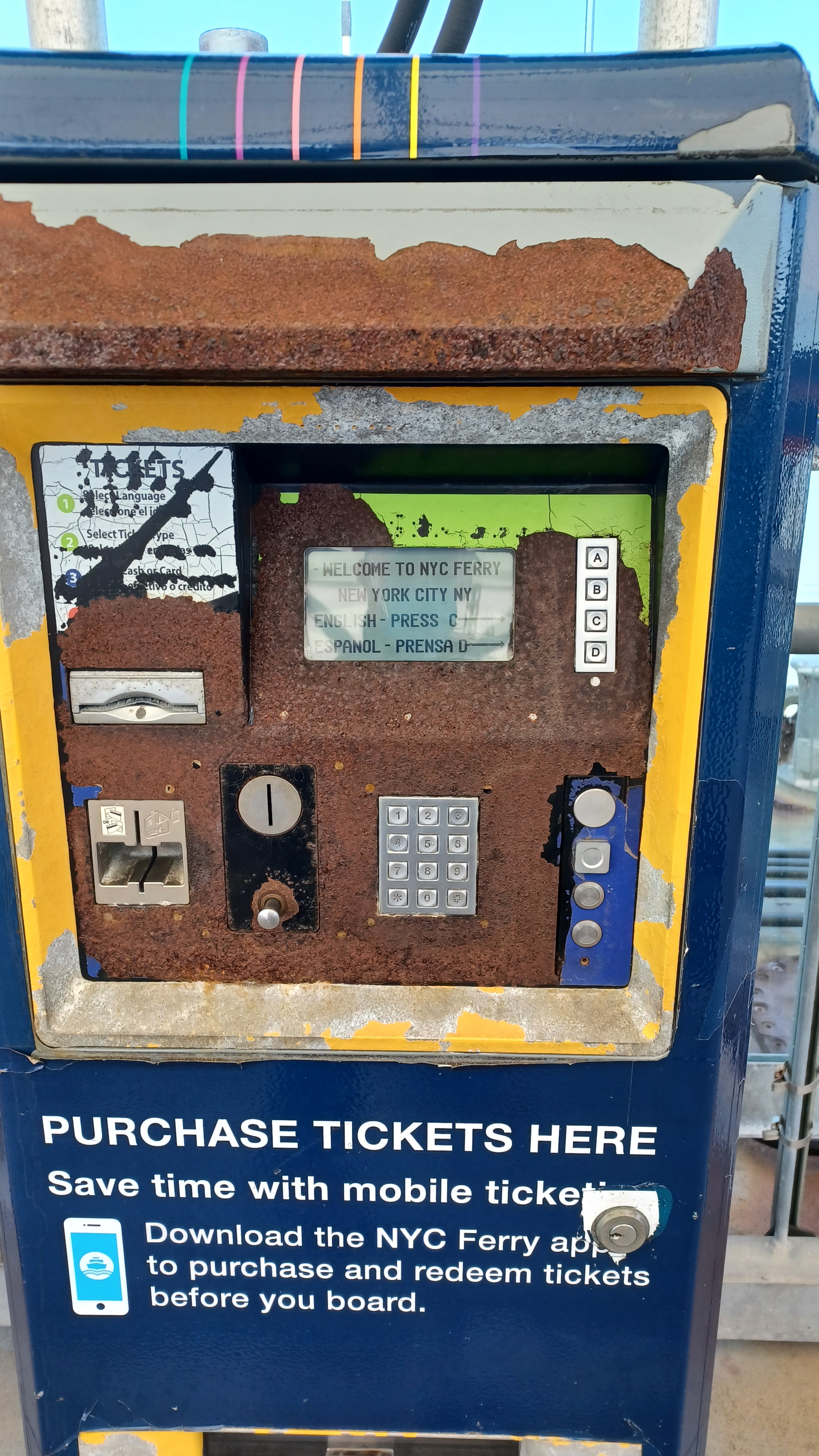
Автомат по продаже билетов

На катера NYC Ferry можно купить билет как на одну поездку, так и сразу на несколько. Между паромными маршрутами предлагаются бесплатные пересадки, но на другие виды транспорта в городе Нью-Йорке с катеров NYC Ferry пересесть невозможно. NYC Ferry также предоставляет бесплатные челночные автобусы, соединяющие близлежащие районы, такие как Рокавей, с причалами катеров, До 2024 года такая услуга действовала в Мидтауне на Манхэттене. 
- Билеты на катера можно купить как и по специальному приложению для "умных телефонов" в электронном виде, так и в кассах - автоматах, которые разположены у паромных причалов.

## История

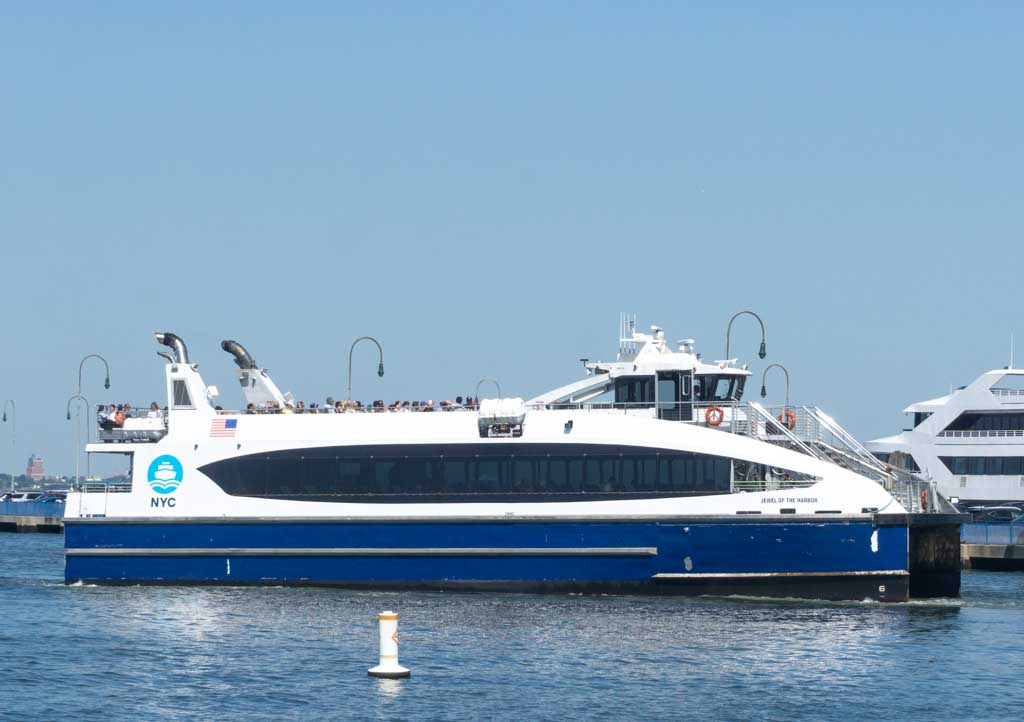

В Нью-Йорке до 1960-х годов существовала обширная сеть паромных маршрутов. Именно тогда почти всё паромное сообщение было прекращено, но в 1980-х и 1990-х годах оно начало возрождаться. В 2013 году городское правительство официально предложило собственное паромное сообщение, о котором было объявлено два года спустя под предварительным названием Citywide Ferry Service. Первая из двух фаз была запущена в 2017 году. Был открыт маршрут, обслуживающий Ист-Ривер, а также идущие в отдалённые районы Рокавей, Бей-Ридж и Асторию. Вторая фаза состояла из маршрутов на Нижний Ист-Сайд по реке Ист-Ривер, и отдалённый район Саундвью, и была запущена в 2018 году.
В 2021 году был пущен маршрут до район Сент-Джордж, на острове Статен, а также маршрут Саундвью был продлён до парка Троггс-Нек/Ферри-Пойнт, в то время как предлагаемый маршрут до Кони-Айленда был отложен на неопределённый срок с 2022 года.

## Маршрутная сеть
| Маршрут                | Дата открытия | Конечные:6                                | Конечные:6 | Конечные:6                    | Промежуточные остановки:6 | Примечания |
| Маршрут                | Дата открытия | Северная                                  | ↔          | Южная                         | Промежуточные остановки:6 | Примечания |
| ---------------------- | ------------- | ----------------------------------------- | ---------- | ----------------------------- | --- | --- |
| East River Ferry       | 2011          | Hunters Point South                       | ↔          | Pier 11/Wall Street           | - Midtown-East 34th Street - Greenpoint (India Street) - North Williamsburg (North 6th Street) - South Williamsburg (Schaefer Landing) - Fulton-Dumbo              | - Operates via East 34th St. |
| Rockaway Ferry         | 2017          | Pier 11/Wall Street                       | ↔          | Rockaway (Beach 108th Street) | - Brooklyn Army Terminal | |
| South Brooklyn Ferry   | 2017          | Corlear's Hook (Lower East Side)          | ↔          | Bay Ridge                     | - Fulton-Dumbo - Pier 11/Wall Street - Atlantic Avenue (Brooklyn Bridge Park Pier 6) - Governors Island (weekday service only) - Red Hook - Brooklyn Army Terminal | - Обслуживает Governor’s Island (Губернаторский Остров), когда челночные катера до острова Governor’s Island не ходят. - Некоторые утренние рейсы осуществляются экспрессом из Бей-Ридж до Уолл-стрит с остановкой только на Атлантик-авеню. |
| Astoria Ferry          | 2017          | East 90th Street                          | ↔          | Pier 11/Wall Street           | - Astoria - Roosevelt Island East - Long Island City North - Midtown-East 34th Street - Brooklyn Navy Yard                                                         | |
| Soundview Ferry        | 2018          | Ferry Point Park                          | ↔          | Pier 11/Wall Street           | - Soundview - East 90th Street/Yorkville - Midtown-East 34th Street - Stuyvesant Town                                                                              | |
| Governors Island Ferry | 2019          | Pier 11/Wall Street                       | ↔          | Governors Island              | No intermediate stops | - Сезонный маршрут, работает только по выходным. |
| St. George Ferry       | 2021          | West Midtown/Pier 79 at Hudson River Park | ↔          | Empire Outlets                | - Battery Park City Ferry Terminal | |
| Rockaway Rocket        | 2022          | Long Island City North                    | ↔          | Rockaway (Beach 108th Street) | - Greenpoint | - Маршрут исключительно летний. - Требуется тариф премиум-класса и зарезервированный билет. |

## Внешние ссылки
Официальный сайт компании NYC Ferry

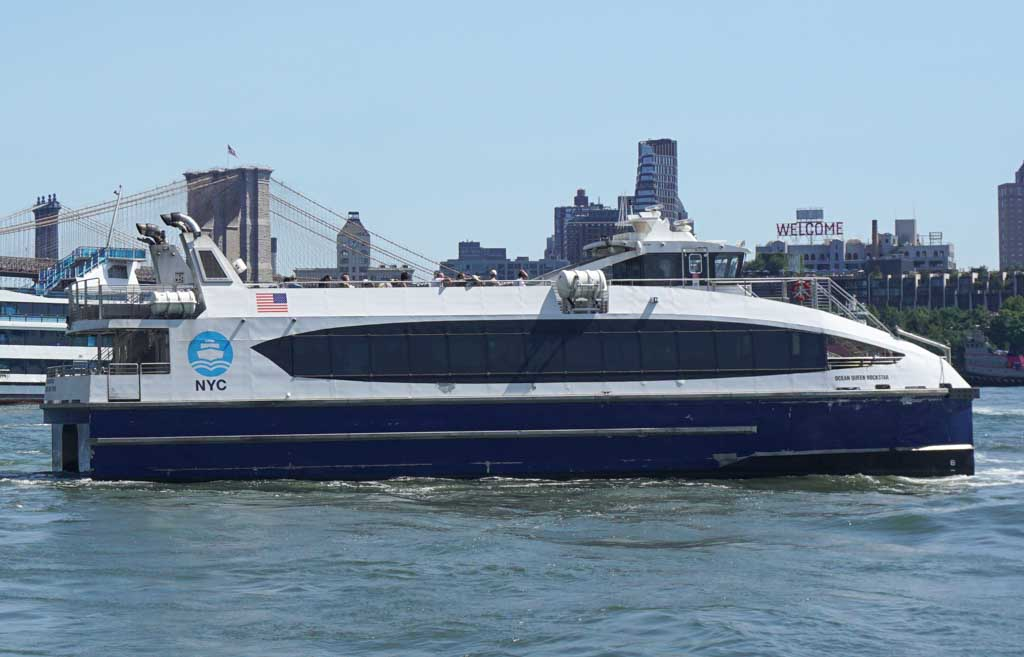
Катер BH-108 Ocean Queen Rockstar
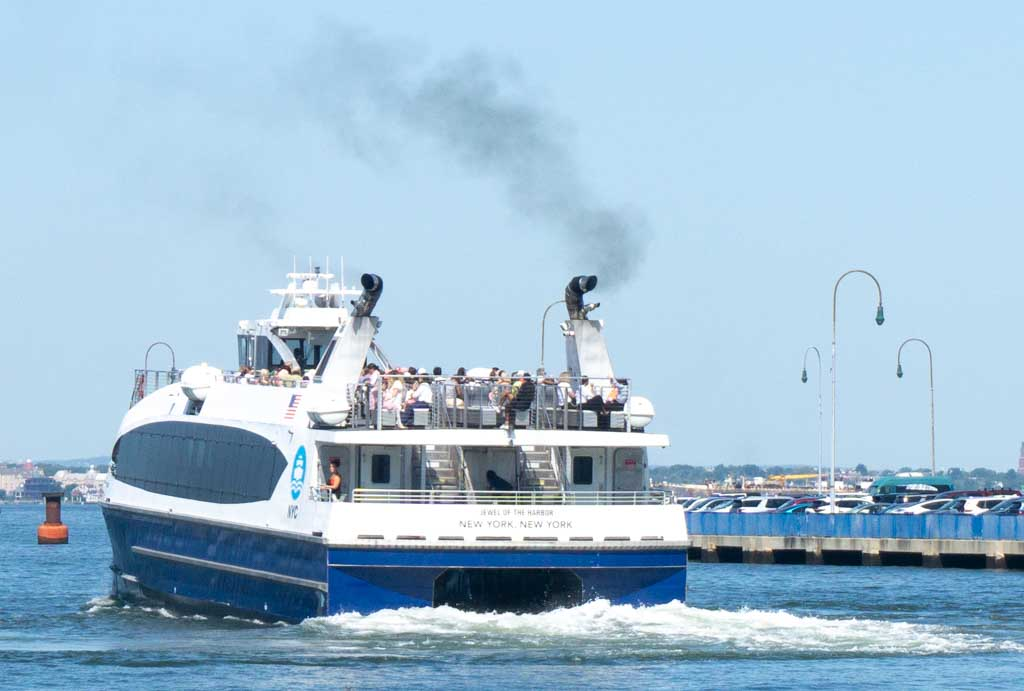
Катер HB-114 Jewel of the Harbor
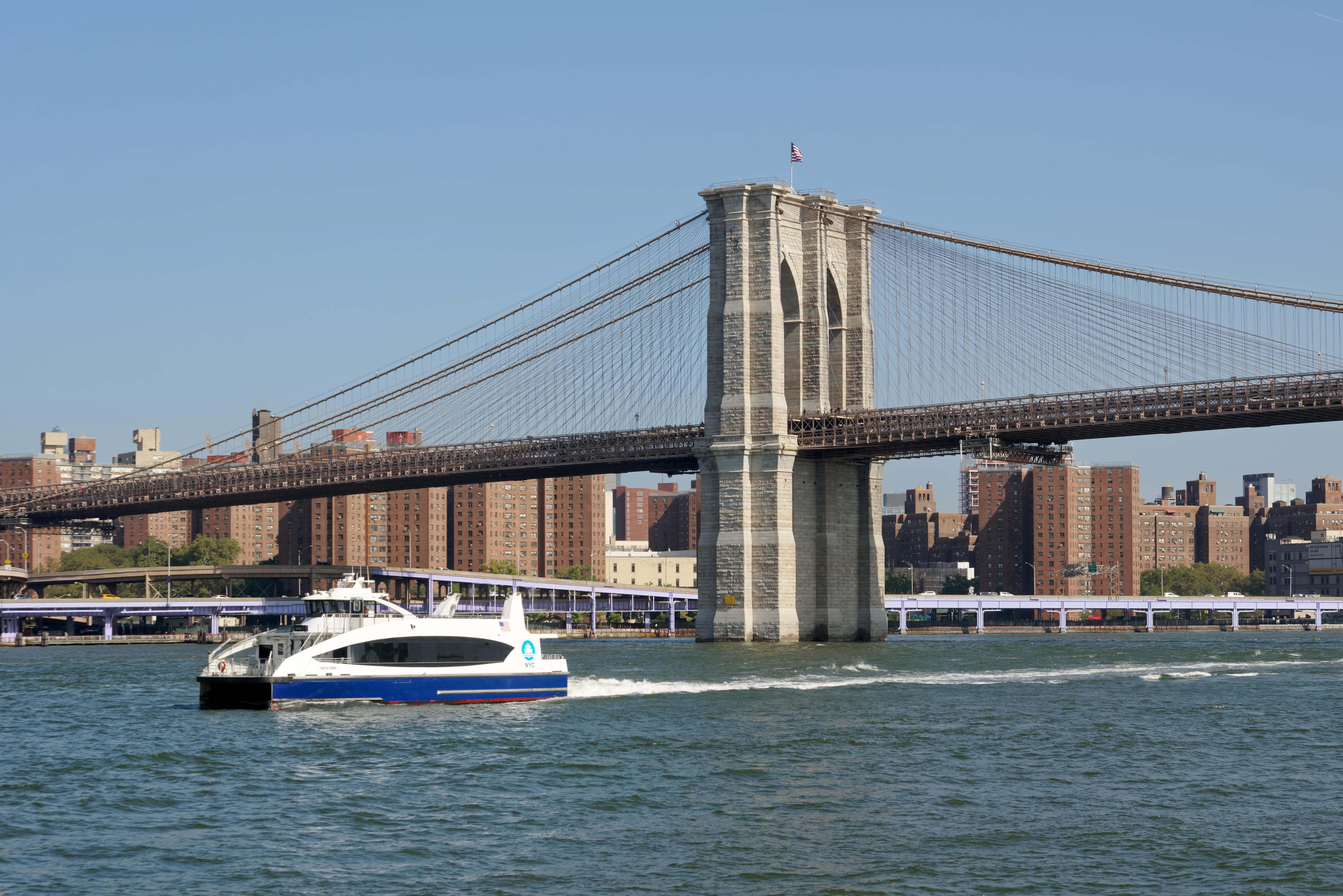
Катер под Бруклинским мостом